# 广佛地铁二期列车
广佛地铁二期列车是佛山市铁路投资建设集团为广佛地铁二期购置的电动车组，于2016年11月1日上线运营。
该款车合约由中车青岛四方机车车辆中标，为4节编组B型地铁列车，制造商内部型号为SFM27，共订购6列。本款列车原无内部型号标记，2023年架修后车头贴上型号B3-I。

## 历史
首列車（車號GF055-056）于2015年5月21日在南車四方下線。
该款列车自2015年10月至2016年8月28日进行调试。2016年11月1日，列车上线运营。
2021年11月至2022年12月，本型列车进行了首次架修。

## 设计

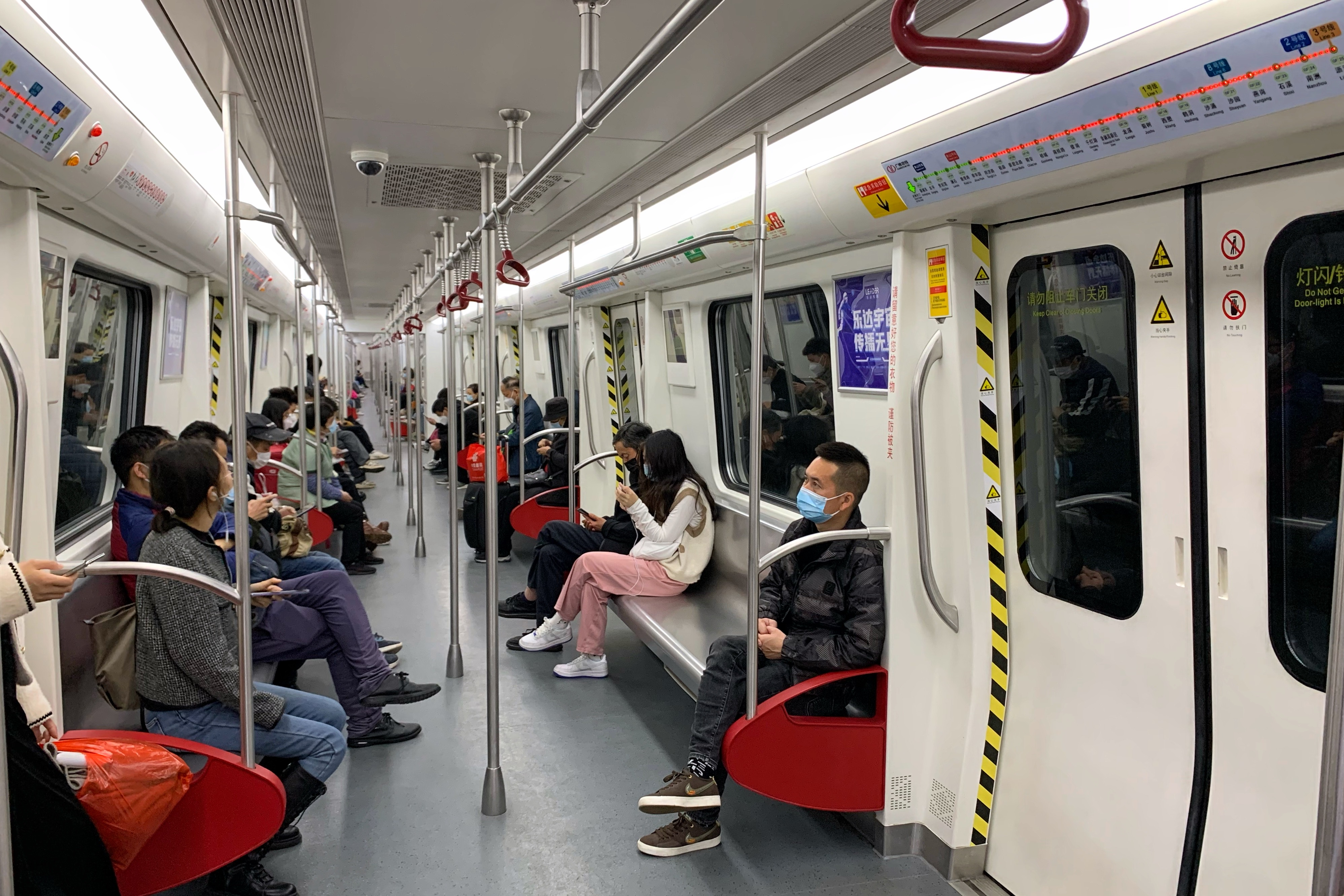
GFx065-066内部

广佛地铁二期列车由中车四方制造，整车国产化率达80%。列车使用铝合金车体，采用4节B型编组，长约80米、宽2.8米，最大载客量1,342人；设计速度90km/h，最高运行速度80km/h，直流1,500V供电。
列車採用龐巴迪運輸制MITRAC TC1420系列牽引系統及克诺尔EP2002制动系统，并配备了国产化地铁网络控制系统。车辆采用轻量化设计，每列车较合同规定减重6吨；车内亦采用大量环保措施，内装采用铝板材料，空调由定频升级为变频，普通荧光灯更新为LED灯。
列车大致沿用一期列车的设计，塗裝与GFx029-030~GFx053-054相近，惟二期增購車色帶顏色偏深；由于本款列车由佛山方面独资购买，兩端車頭及車廂內皆使用佛山地铁标志。

## 编组
本款列車共有6列，編號從GF055-056起到GF065-066止。